# Molly Lamont
Molly Lamont (* 22. Mai 1910 in Boksburg, Südafrika; † 7. Juli 2001 in Brentwood, Kalifornien) war eine britische Filmschauspielerin.

## Leben
Molly Lamont, die 1910 in Südafrika zur Welt kam, ging nach der erfolgreichen Teilnahme an einem Schönheitswettbewerb nach Großbritannien, wo sie in Elstree von British International Pictures unter Vertrag genommen wurde. Ab 1930 spielte sie in einer Reihe britischer Filme mit, in denen sie häufig als elegante Dame der feinen Gesellschaft auftrat. Neben Gertrude Lawrence war sie 1932 auch in dem von Alfred Hitchcock produzierten Film Lord Camber’s Ladies zu sehen. Mitte der 1930er Jahre wurde sie schließlich nach Hollywood eingeladen, wo sie fortan in zahlreichen Nebenrollen zum Einsatz kam, so auch in John Fords Historienfilm Maria von Schottland (Mary of Scotland, 1936) mit Katharine Hepburn in der Titelrolle sowie in der Filmkomödie Die schreckliche Wahrheit (The Awful Truth, 1937) als Verlobte von Cary Grant. Bis 1951, als sie sich aus dem Filmgeschäft zurückzog, war sie in mehr als 50 Spielfilmen zu sehen.
Mit dem Piloten Edward Bellande war Lamont von 1938 bis zu Bellandes Tod im Jahr 1975 verheiratet. Lamont starb 2001 im Alter von 91 Jahren in Brentwood, Kalifornien.

## Filmografie (Auswahl)
- 1931: What a Night!
- 1931: Uneasy Virtue
- 1931: The Wife’s Family
- 1932: The Last Coupon
- 1932: Lord Camber’s Ladies
- 1933: Letting in the Sunshine
- 1933: Leave It to Me
- 1934: Irish Hearts
- 1935: Handle with Care
- 1935: Another Face
- 1936: Maria von Schottland (Mary of Scotland)
- 1936: Fury and the Woman
- 1936: Ein aufsässiges Mädchen (A Woman Rebels)
- 1936: Die Dschungel-Prinzessin (The Jungle Princess)
- 1937: Die schreckliche Wahrheit (The Awful Truth)
- 1942: Der Besessene von Tahiti (The Moon and Sixpence)
- 1944: The White Cliffs of Dover
- 1944: Das Leben der Mrs. Skeffington (Mr. Skeffington)
- 1944: Unter Verdacht (The Suspect)
- 1944: Minstrel Man
- 1946: Feind im Dunkel (The Dark Corner)
- 1946: Devil Bat’s Daughter
- 1947: Ivy (Ivy)
- 1947: Christmas Eve
- 1950: Südsee-Vagabunden (South Sea Sinner)
- 1951: Beichte eines Arztes – Die erste Legion (The First Legion)